# Tajemnica wygasłych wulkanów (miniserial)
Tajemnica wygasłych wulkanów (Under the Mountain) – nowozelandzki miniserial fantastyczno-przygodowy dla dzieci z 1981, zrealizowany na podstawie powieści Tajemnica wygasłych wulkanów, autorstwa Maurice’a Gee.
Serial opowiada o parze jedenastoletnich bliźniąt; Rachel i Theo Matheson, z którymi podczas wakacji kontaktuje się tajemniczy pan Jones. Twierdzi, że tylko oni są w stanie uratować świat przed zagrażającą mu zagładą ze strony niebezpiecznej rasy kosmitów.
W roku 2009 powstał film fabularny Under the Mountain, w reżyserii Jonathana Kinga, z Sophie McBride i Tomem Cameronem w roli dzieci.

## Obsada
- Kirsty Wilkinson, Rachel Constantine (odcinek 1.) - Rachel Matheson
- Lance Warren, Phillip Constantine (odcinek 1.) - Theo Matheson
- Roy Leywood – pan Jones
- Bill Johnson – pan Wilberforce
- William Ewens – wuj Ricky
- Glynis McNicoll – ciotka Noeline
- Noel Trevarthen – wuj Clarry
- Annie Whittle – pani Matheson
- Laurie Dee – pan Matheson